# Spilotes
Spilotes is een geslacht van slangen uit de familie toornslangachtigen (Colubridae) en de onderfamilie Colubrinae.

## Naam en indeling
De wetenschappelijke naam van het geslacht werd in 1830 voorgesteld door Johann Georg Wagler.
Het geslacht telt twee soorten, de soorten behoorden eerder tot onder andere de geslachten Natrix, Coluber, Pseustes, Phrynonax en Cerastes

### Soorten
Het geslacht omvat de volgende soorten, met de auteur en het verspreidingsgebied.
| Naam                            | Auteur         | Verspreidingsgebied |
| ------------------------------- | -------------- | --- |
| Kippenslang (Spilotes pullatus) | Linnaeus, 1758 | Mexico, Belize, Guatemala, El Salvador, Honduras, Nicaragua, Costa Rica, Panama, Trinidad, Tobago, Colombia, Venezuela, Brazilië, Ecuador, Peru, Argentinië, Bolivia, Guyana, Suriname, Frans-Guyana, Paraguay |
| Spilotes sulphureus             | Wagler, 1824   | Peru, Ecuador, Brazilië, Bolivia, Guyana, Suriname, Frans-Guyana, Trinidad, Colombia, Venezuela |

## Verspreiding en habitat
De slangen komen voor in delen van Zuid- en Midden-Amerika en leven in de landen Mexico, Belize, Guatemala, El Salvador, Honduras, Nicaragua, Costa Rica, Panama, Trinidad, Tobago, Colombia, Venezuela, Brazilië, Ecuador, Peru, Argentinië, Bolivia, Guyana, Suriname, Frans-Guyana en Paraguay.
De habitat bestaat onder andere uit zowel vochtige als drogere tropische en subtropische bossen.

## Beschermingsstatus
Door de internationale natuurbeschermingsorganisatie IUCN is aan twee soorten een beschermingsstatus toegewezen. De slangen worden beide gezien als 'veilig' toegewezen (Least Concern of LC).